# Kniha Nahum
Kniha Nahum nebo též Kniha proroka Nahuma (hebrejsky נחום‎, Nachum) je krátkým prorockým spisem Starého zákona. Řadí se mezi menší proroky, mezi Micheáše a Abakuka.

## Datace a povaha knihy
Kniha obsahuje několik skupin básnických skladeb namířených proti Asýrii a jejímu hlavnímu městu Ninive. Nahum Elkóšský, kterému jsou výroky a skladby připisovány, byl pravděpodobně kultovní prorok a „mluvčí“ jeruzalémského kultu ve službách judského krále Jóšijáše, v rámci podpory náboženské reformy spojené s politickou obrodou země zvláště po smrti asyrského krále Aššurbanipala (627 př. n. l.).
Výroky oznamují pád a zánik Ninive, hlavního města úhlavního nepřítele Judska, k čemuž došlo v roce 612. Výroky tedy pravděpodobně pocházejí z doby mezi lety 627 a 612 př. n. l.
Povahou se jedná o chrámové proroctví a výroky proti okolním národům, což je jedna z nejstarších a nejvýznamnějších funkcí starého kultovního proroctví. Účelem bylo podpořit královu snahu o politické i náboženské osamostatnění země od jejího pána Asýrie. Nepřítel národa je nahlížen současně jako nepřítel Boha a nepřítel stvoření a řádu. Tento nepřítel, který dlouho ohrožoval a utiskoval Izrael, konečně dostane odplatu za své činy a stane se mu tak, jak sám činil druhým. Výroky jsou velmi silného, někdy až sadistického charakteru, což vyplývá právě z identifikace Asýrie s nepřítelem Božím.

## Struktura a obsah
Kniha Nahum se skládá z několika básnických celků.
- 1,2-8 – Akrostický hymnus (všechny jeho verše začínají písmeny tak, jak postupuje abeceda). Hymnus představuje teofanii národního válečného Boha s klasickými, v tradici ustálenými atributy bojovníka, který se zastane svého lidu proti nepříteli.
- 1,9-15 – Tři krátké výroky, pravděpodobně fragmenty kultovních prorockých výroků.
- 2,1-13 – Zpěv oznamující pád Ninive.
- 3,1-19 – Popis zániku Ninive.